# Варіння
Ва́рення, варі́ння — процес нагрівання продуктів до температури +100°С у рідкому середовищі (воді, молоці, бульйоні, відварі, сиропі) або в атмосфері насиченої водяної пари.
Варять продукти у великій або малій кількості рідини чи у власному соку (припускання), а також на парі. В деяких випадках варять продукти при зниженій температурі на водяній бані (яєчна каша, яєчно-масляні соуси і т. д.) і при підвищеному тиску в автоклавах (варіння кісток).
Під час варіння продукти треба на великому вогні довести до кипіння й варити на малому вогні. Якщо треба виварити з продуктів більше смакових, ароматичних і поживних речовин, їх нарізають на великі шматки. Якщо треба, щоб продукти зберегли максимальну соковитість, їх кладуть у киплячу воду ненарізаними.
Продукти, зварені на парі, майже повністю зберігають свій склад, але при цьому значно руйнується вітамін С, бо на продукти діє кисень. Вітамін С руйнується і тоді, коли овочі, особливо листяні, варяться в погано вилудженій мідній посудині, в посуді з пошкодженою емаллю чи в залізних казанках, а також у посудині, міскість якої значно більша, ніж треба для даної кількості продуктів і води.